# Federico Kauffmann Doig
Federico Kauffmann Doig (Chiclayo, 20 de septiembre de 1928) es un antropólogo, arqueólogo e historiador peruano. Ha hecho grandes aportes al estudio de las civilizaciones del Antiguo Perú, particularmente sobre la cultura chavín y la cultura Chachapoyas. Formuló la teoría aloctonista del origen de la cultura peruana, proponiendo que sus rudimentos culturales vinieron de Mesoamérica o de la costa del actual Ecuador, teoría que después él mismo desechó. Posteriormente enfocó el asunto desde otra perspectiva y esbozó la llamada teoría ecologista, que considera que el desarrollo civilizatorio surgió como una necesidad ante la crisis suscitada por el aumento demográfico y la escasez de tierras de cultivo.
Ejerció los cargos de director del Museo de Arte de Lima, director general del Patrimonio Monumental y Cultural de la Nación y director del Museo Nacional de Antropología, Arqueología e Historia del Perú. Ha ejercido también la docencia universitaria y es autor de numerosas obras de divulgación arqueológica e histórica, siendo su Manual de Arqueología Peruana el que ha merecido diez ediciones sucesivas, siendo posteriormente actualizada y ampliada.

## Biografía
Hijo de Friedrich Kauffmann y de Ada Doig Paredes. Su padre era un inmigrante alemán, que llegó al Perú después de la Primera Guerra Mundial y que frecuentó entre la costa piurana y la ceja de la selva norte, intentando prosperar en el negocio del café. Su madre era descendiente de un inmigrante escocés natural de Maybole, que llegó al Perú al iniciarse la República y se instaló en Chiclayo. Por el lado materno cuenta también con ancestros españoles y moches.
Nació en Chiclayo, de donde era natural su madre, pero su infancia transcurrió en pueblos de Cajamarca y Amazonas, particularmente en Vilaya, cerca de Cocochillo (actual distrito de Camporredondo), sobre la margen derecha del río Marañón.
Cursó su educación primaria en su tierra natal. Al cumplir diez años de edad, fue enviado a Lima, donde ya estaba instalada su familia materna. Estudió la secundaria en el Colegio Nacional Nuestra Señora de Guadalupe. Terminado sus estudios escolares en 1947, emprendió un viaje aventurero a la selva, llegando hasta Moyobamba. Enfermó de paludismo y lo encontraron unos policías que lo enviaron de regreso a Lima, a bordo de un avión donde solo cabían dos pasajeros.
Orientado por su padre, en 1949 ingresó a la Universidad Nacional Mayor de San Marcos para estudiar arqueología. Tenía ya el propósito determinado de estudiar las ruinas arqueológicas que había visto en sus recorridos por la selva del Amazonas, como Kuelap y otras más.
En 1954 se graduó de bachiller en Humanidades con la tesis sobre Los estudios de Chavín 1553-1919, galardonada como la mejor del país. Luego obtuvo el grado de doctor en Arqueología en 1955 con su estudio sobre las Influencias inca en la arquitectura virreinal. El fenómeno huamanguino; y el de doctor en Historia en 1962, con su tesis sobre la Historia de la Arqueología peruana. Fue el único de sus compañeros universitarios que se recibió de arqueólogo. Posteriormente, recibió tres doctorados honoris causa, que le fueron conferidos por universidades de su país y del extranjero.
Se dedicó a la docencia, reemplazando a Raúl Porras Barrenechea como catedrático de Fuentes Históricas en la Universidad de San Marcos, entre 1960 y 1968. Ejerció también como director de la Escuela de Estudios Especiales de la misma casa de estudios, de 1965 a 1968. Por razones políticas, en 1968, tras la llegada al poder de Juan Velasco Alvarado, fue separado de la Universidad de San Marcos. En ese momento se hallaba en Alemania Federal.
Como profesor visitante, dictó un curso sobre Arqueología Andina en la Universidad de Bonn (1968-1969 y 1974-1975). También ha ejercido la docencia en la Pontificia Universidad Católica del Perú, la Universidad de Lima y la Universidad Peruana de Ciencias Aplicadas (UPC). En esta última fue director del Instituto de Investigaciones Arqueológicas, Históricas y Etnográficas.
Fue también subdirector del Instituto Nacional de Cultura (1971-1972); director del departamento de Conservación del Patrimonio Arqueológico de la Nación (1979-1980); y director del Instituto de Arqueología Amazónica.
Simultáneamente a dichas labores, ejerció la dirección del Museo de Arte de Lima en dos periodos (1960-1964 y 1969-1971), así como la del Museo Nacional de Arqueología, Antropología e Historia del Perú (1979-1980).
En 2006, el segundo gobierno de Alan García Pérez lo nombró como embajador del Perú en la República Federal de Alemania, cargo que ejerció hasta 2009.
En 2021 donó su biblioteca a la Universidad de Piura, por lo que en la Casona Pardo se estableció el Instituto Federico Kauffmann Doig, que contiene la biblioteca.
Es miembro de número de la Academia Nacional de la Historia (Perú), miembro honorario del Museo Barbier-Muller de Arte Precolombino (Suiza), miembro científico del Centro Studi Ricerche Ligabue (Italia), miembro de la Real Academia de la Historia de Madrid, y del Circolo Amerindiano (Italia).

## Labor arqueológica
Favorecido por una beca de la Fundación Guggenheim (1964-1965), efectuó excavaciones arqueológicas en Estados Unidos y México.
En 1979, auspiciado por instituciones extranjeras, inició sus expediciones arqueológicas en el Perú, que en total llegaron al número de veintinueve, hasta mediados de la década de 2010.
Entre 1980 y 1982 fue director del Proyecto Chavín, encargado de realizar un programa de investigaciones arqueológicas en el sitio de Chavín de Huántar, auspiciado por la Fundación Volkswagen.
También ha realizado investigaciones en Arequipa, que dieron a conocer las placas de Chucu, en Condesuyos; en Ica, donde estudió el Templo Pintado de El Ingenio, en Nazca; y en Lima, donde investigó en el sitio de Ancón.
Destacan particularmente las varias expediciones arqueológicas que dirigió a la región amazónica, las llamadas Expediciones Antisuyo, tanto en la cuenca del río Ucayali como en la del río Madre de Dios. Con particular atención se enfocó en el estudio de la cultura chachapoyas, dando a conocer importantes testimonios dejados por esta civilización, como los mausoleos de Revash (Luya) y Los Pinchudos (Pajatén), las momias de Leymebamba o de la laguna de los Cóndores (hoy Laguna de las Momias), los sarcófagos de Carajía, las pinturas murales de San Antonio, etc.
En 1988 dirigió la Expedición Guatemalteco-Peruana a la Laguna del Tigre, la que identificó 94 “montículos” o construcciones piramidales mayas en el Petén occidental, que permanecían totalmente desconocidas hasta entonces.

## Controversias
Durante el gobierno de Alejandro Toledo, denunció que la esposa del mandatario, Eliane Karp, se había llevado al extranjero las momias chachapoyas de Leymebamba sin consultar a la comunidad, que las vigilaba por considerarla los restos de sus antepasados. Karp interpretó que la estaban acusando de robo y respondió de manera destemplada, calificando al arqueólogo de «pobre imbécil», respuesta que fue muy difundida por la prensa de entonces.
Kauffmann denunció también que en los años 1970 desaparecieron 4400 piezas de metal del Museo Nacional de Antropología, cuando el director de dicha entidad era Luis Guillermo Lumbreras.

## Aportes
Sus intereses arqueológicos se concentraron en los siguientes temas:
- La iconografía, arte, religión y sexualidad en el Perú prehispánico.[14]
- Las relaciones culturales entre el Antiguo Perú y Mesoamérica, que lo llevó a plantear la teoría aloctonista del origen de la cultura peruana, que después desechó ante los nuevos descubrimientos arqueológicos.[14] Desde entonces se enfocó solo en determinar los factores que llevaron al surgimiento de la civilización andina, antes que tratar de identificar el origen nativo o foráneo de la misma. Formuló al respecto la llamada teoría ecologista.[15]
- El estudio del Formativo Andino, conocido también como el Horizonte Temprano o de influencia Chavín.[10]
- Los estudios de la cultura Chachapoyas, en cuyo territorio arqueológico dirigió una decena de expediciones científicas. Destacan sus estudios sobre los sarcófagos de Carajía, en 1985.[9]
- El estudio de la zona de Machu Picchu, sobre el cual concibió la hipótesis de que fue un centro de producción agraria, basándose en el descubrimiento de numerosos andenes incas.[13]

### La teoría aloctonista
En 1962 Kauffmann formuló una hipótesis de trabajo sobre el origen de la civilización andina, conocida como la teoría aloctonista. Proponía un origen foráneo de la cultura peruana. Aloctonismo significa, en efecto, lo que no es originario de su territorio, con lo que cuestionaba la entonces vigente teoría autoctonista de Julio César Tello.
Kauffmann propuso la existencia de un centro originario común para los dos grandes focos de civilización de América, Mesoamérica (México y Centroamérica) y el área andina (Sudamérica). Según su hipótesis, ese centro originario habría estado en Mesoamérica, de donde se habría irradiado al territorio andino o peruano en una época temprana, conocida como el Precerámico andino.
Kauffmann se basaba en el hecho de que el Formativo mesoamericano, representado por la cultura olmeca (1500a.C.), era más antiguo que el Formativo Andino, representado por la cultura chavín y cupisnique (1000 a. C.) Estas culturas andinas no parecían contar con ningún antecedente en suelo peruano que explicaran su formidable desarrollo; por tanto, Kauffmann propuso que su origen habría que buscarlo lejos del subcontinente, en Mesoamérica.
Los críticos consideraron está teoría como un retorno a la vieja teoría inmigracionista de Max Uhle sobre el origen maya de la cultura peruana, refutada por Tello. Pero los argumentos de Kauffmann reposaban sobre consideraciones distintas. Lo que él sostenía era que los elementos culturales que llegaron al área andina desde Mesoamérica se hallaban todavía en una fase inicial de desarrollo, muy alejada todavía de la época maya y azteca. Algunos de esos elementos sería el cultivo del maíz y la cerámica.
Con todo, la tesis de Kauffmann no reposaba sobre bases muy sólidas. A principios de los años 1970, los estudios de la arqueóloga Rosa Fung Pineda demostraron que la edificaciones monumentales de la costa peruana, como Las Haldas, databan del Periodo Arcaico Tardío (2000a.C.), es decir, no solo eran más antiguas que las del Formativo de Mesoamérica, sino que mostraban patrones arquitectónicos similares con la posterior cultura Chavín (Formativo Peruano). El mismo Kauffmann se encargó de señalar las limitaciones de su tesis original, abandonándola en 1976.
Kauffmann reformuló posteriormente su teoría, sumándose al planteamiento de Donald W. Lathrap y otros autores, que sostenían que el origen de la alta cultura en América habría estado en la costa del actual Ecuador, donde se desarrolló la cultura Valdivia, hacia el 3000a.C. De la costa ecuatorial se habría expandido tanto a Mesoamérica como al Perú. Kauffmann consideró que este nuevo planteamiento respaldaba su teoría aloctonista en lo esencial.

### Nuevo enfoque: la teoría ecologista
El mismo Kauffmann desechó su teoría aloctonista, abandonando definitivamente la discusión histórica sobre el origen autóctono o foráneo de la civilización andina. A partir de entonces enfocó el asunto desde otra perspectiva. En 1981 planteó una nueva teoría, llamada teoría ecologista, según la cual, dicho desarrollo civilizatorio se habría dado a consecuencia del desequilibrio producido por el permanente crecimiento de la población y la escasez de suelos aptos para el cultivo, sumado a los efectos devastadores del fenómeno de El Niño. Este desequilibrio habría impulsado el surgimiento de logros culturales, como la organización política y religiosa, las técnicas agrícolas, el arte iconográfico y simbólico, cuyo objetivo primordial sería vencer la escasez de alimentos.

### Su posición sobre Caral
Kauffmann ha admitido que los prolegómenos de la cultura peruana estuvieron en la costa, hacia el 3000a.C., tal como el descubrimiento de Caral y de otros sitios vinieron a ratificar. Sin embargo, considera que no es apropiado llamar civilización a Caral, discrepando así con los conclusiones de Ruth Shady. Sostiene que en esa época (3000a.C.) aún no estaban presentes todos los elementos culturales que definen a una civilización, como la cerámica; y que si bien se han hallado tejidos, estos son muy burdos. Coloca a Caral en la etapa de antecedentes de la civilización andina, junto con otros sitios contemporáneos; y considera que la consolidación de la civilización andina solo empieza con la cultura Chavín y el inicio del Formativo andino.

## Publicaciones
Es autor de numerosos libros y monografías, publicados en diversos idiomas. Es de destacar su permanente afán por difundir masivamente la información arqueológica y científica, con un lenguaje accesible y de gran atractivo visual, donde abundan las fotografías e ilustraciones.

### Libros
- Dimensiones de la Historia del Perú Antiguo (Lima, 1960)
- Historia de la Arqueología Peruana (Lima, 1961)
- La cultura Chavín (Lima, 1963)
- Origen de la cultura peruana (Lima, 1963)
- Los estudios de Chavín. 1553-1919. (Tesis universitaria sustentada en enero de 1955 y publicada en 1964)
- Tiahuanaco a la luz de la arqueología contemporánea (Lima, 1964)
- La cultura incaica (Lima, 1965), obra iniciada por Hans Horkheimer.
- Influencias “inca” en la Arquitectura peruana del Virreinato (Lima, 1965)
- Mochica, Nazca, Recuay en la Arqueología peruana (Lima: UNMSM, 1966)
- Imagen de Chavín (Lima, 1967)
- Manual de arqueología peruana (1970), que ha sido muy difundida y ha tenido diez sucesivas ediciones.[9] Fue galardonada con el Premio de Fomento a la Cultura “Inca Garcilaso de la Vega”.
- El Perú arqueológico. Tratado breve sobre el Perú preincaico (Lima, 1976).
- Chavín: el formativo peruano (Lima, 1981)
- Comportamiento sexual en el antiguo Perú (Lima, 1983)
- Sexualverhalten im alten Peru (1981)
- Introducción al Perú Antiguo (Lima: Kompaktos editores, 1991)
- Sexo y magia sexual en el antiguo Perú (Lima: Edición Quebecor World Perú S.A., 2001)
- Historia y Arte del Perú Antiguo (Lima, PEISA, 2002), en 6 volúmenes.
- Los Chachapoya(s). Moradores ancestrales de los Andes amazónicos peruanos (Lima: Universidad Alas Peruanas, 2003)
- Machu Picchu. Tesoro Inca (Lima: Editora Cartolan EIRL, 2005)
- Los Chachapoyas. Constructores de Kuelap y Pajatén (Lima: Derrama Magisterial, 2009).

### Artículos y colaboraciones en libros, enciclopedias y revistas
- Historia del Perú desde sus orígenes hasta el presente (3 vls. 1961), antología de diversos autores.
- «La expedición de Gonzalo Pizarro al Dorado y su hipotético paso por las ruinas de Chavín», en Órgano del Centro Federado de Letras - UNMSM. 1,1: 10-12, Lima 1953
- «Las Ruinas de Chopijirca» (Vicos - Ancash), en Rev. del Museo Nacional, 25: 120-139, Lima 1956.
- «Origen alóctono de Chavín», en Origen de la cultura peruana: 49-65, Lima 1960
- «Chuquibamba y Churajón», en Letras 68-9, Lima 1962.
- «Origen mesoamericano de Chavín», en Nuevo Corónica, 1: 148-159, Lima 1963
- «Los primeros peruanos», en Hombres del Perú, v. I, 56 p., Lima 1964.
- «Naymlap, ave totémica de los antiguos lambayecanos», en La Industria, 1.º enero, Chiclayo 1964.
- «Nuevas interpretaciones arqueológicas: origen alóctono de Chavin», en Peruanidad N.º 3, Lima 1964.
- La cultura Chimu, en Las grandes civilizaciones del antiguo Perú, t. IV, Lima 1964
- «Los estudios de Chavín», en Fénix 14, 145-249, Lima 1964
- «Guaman Poma», en Biblioteca hombres del Perú 5, Lima 1964
- «Chuquimanco y Chincha», en Revista 2, 2, Universidad Nacional Federico Villarreal, Lima 1964
- «Lo inca en la arquitectura colonial: el fenómeno huamanquino», en La universidad y el pueblo (seg. época) 3: 108-183, Lima 1965
- «La divinidad en la Estela de Raimondi. Nueva interpretación: ave vs. felino», en El Comercio, Lima 1967.
- El Perú Antiguo, en Historia General de los Peruanos, v.1, Lima 1969, con varias reediciones.
- «La decoración en la cerámica Inca», en Copé 6:21-25, Lima 1972.
- «Sexo y magia sexual en el antiguo Perú», en Gran Enciclopedia del Perú; Ed. Lexus, Barcelona 1998.
- «Placas cerámicas de la cueva de Chuco, Condesuyos», en Revista del Museo Nacional, Tomo XLVIII (1986-1987).
- «Divinidades del Antiguo Perú en escenas de connubio», en Revista del Museo Nacional. Tomo XLIX (2000).

Invitado por el sabio Mircea Eliade, participó también en la edición de la célebre Encyclopedy of Religion de dicho autor, con un estudio sobre la espiritualidad andina.

## Premios y condecoraciones
- Condecoración al mérito por servicios distinguidos en el grado de Comendador, por el gobierno del Perú.[1]
- Palmas Magisteriales en el grado de Amauta, otorgada por el gobierno del Perú (1989), por sus aportes en el campo pedagógico y cultural.[1]
- Premio Nacional de Fomento a la Cultura “Inca Garcilaso de la Vega” (1970).[1]
- Medalla Neubergh, otorgada por el gobierno de Suecia por sus aportes en el campo antropológico. Fue el primer latinoamericano en recibirla.[10]

Ostenta también condecoraciones de los gobiernos de Bélgica y Austria.